# Hermán Aceros
Hermán Aceros Bueno, in manchen Quellen auch Germán Aceros, (* 30. September 1938 in Bucaramanga; † 29. Oktober 2018 in Floridablanca) war ein kolumbianischer Fußballspieler und -trainer. Der Abwehrspieler nahm mit der kolumbianischen Nationalmannschaft an der Fußball-Weltmeisterschaft 1962 in Chile teil.

## Karriere

### Verein
Hermán Aceros begann seine Karriere 1955 bei Atlético Bucaramanga und beendete sie dort 1972. Bei Bucaramanga spielte er die längste Zeit seiner Karriere. Von 1961 bis 1971 spielte er für verschiedene kolumbianische Klubs: Deportivo Cali, Independiente Medellín, Millonarios FC, Deportivo Pereira und Real Cartagena. Bei Independiente Medellín stand er sechs Jahre unter Vertrag, bei den anderen Klubs maximal zwei Jahre.

### Nationalmannschaft
Aceros debütierte im April 1961 in der kolumbianischen Nationalmannschaft bei der Qualifikation zur Weltmeisterschaft 1962 gegen Peru und gehörte anschließend zum Kader für die Weltmeisterschaft 1962 in Chile. Er kam in allen drei Gruppenspielen zum Einsatz und erzielte beim 4:4-Unentschieden gegen die Sowjetunion den 1:3-Treffer, jedoch schieden die Cafeteros in der Gruppenphase mit einem Punkt aus drei Spielen aus. Im Folgejahr nahm er am Campeonato Sudamericano 1963 teil, bei dem er drei Partien bestritt und mit Kolumbien den letzten Platz des Turniers belegte. Bei der 2:4-Niederlage gegen Argentinien und bei der 3:4-Niederlage gegen Ecuador erzielte er jeweils ein Tor.

## Trainer
Nach dem Karriereende als aktiver Spieler trainierte Aceros mit Atlético Bucaramanga, Deportes Tolima, Cúcuta Deportivo und Independiente Medellín in den 1980er Jahren verschiedene Vereine in Kolumbien. In den 1990er Jahren ging er ins Nachbarland Venezuela und war Trainer von AC Minervén FC, Deportivo Táchira und Mineros de Guayana. Anschließend arbeitet für den SENA, um Sportler und Lehrer auszubilden.